# Sainte-Gemme (Charente-Maritime)
Sainte-Gemme  ist eine westfranzösische Gemeinde mit 1364 Einwohnern (Stand 1. Januar 2022) im Département Charente-Maritime in der Region Nouvelle-Aquitaine. Die Bewohner werden Sainte-Gemmois und Sainte-Gemmoises genannt.

## Lage

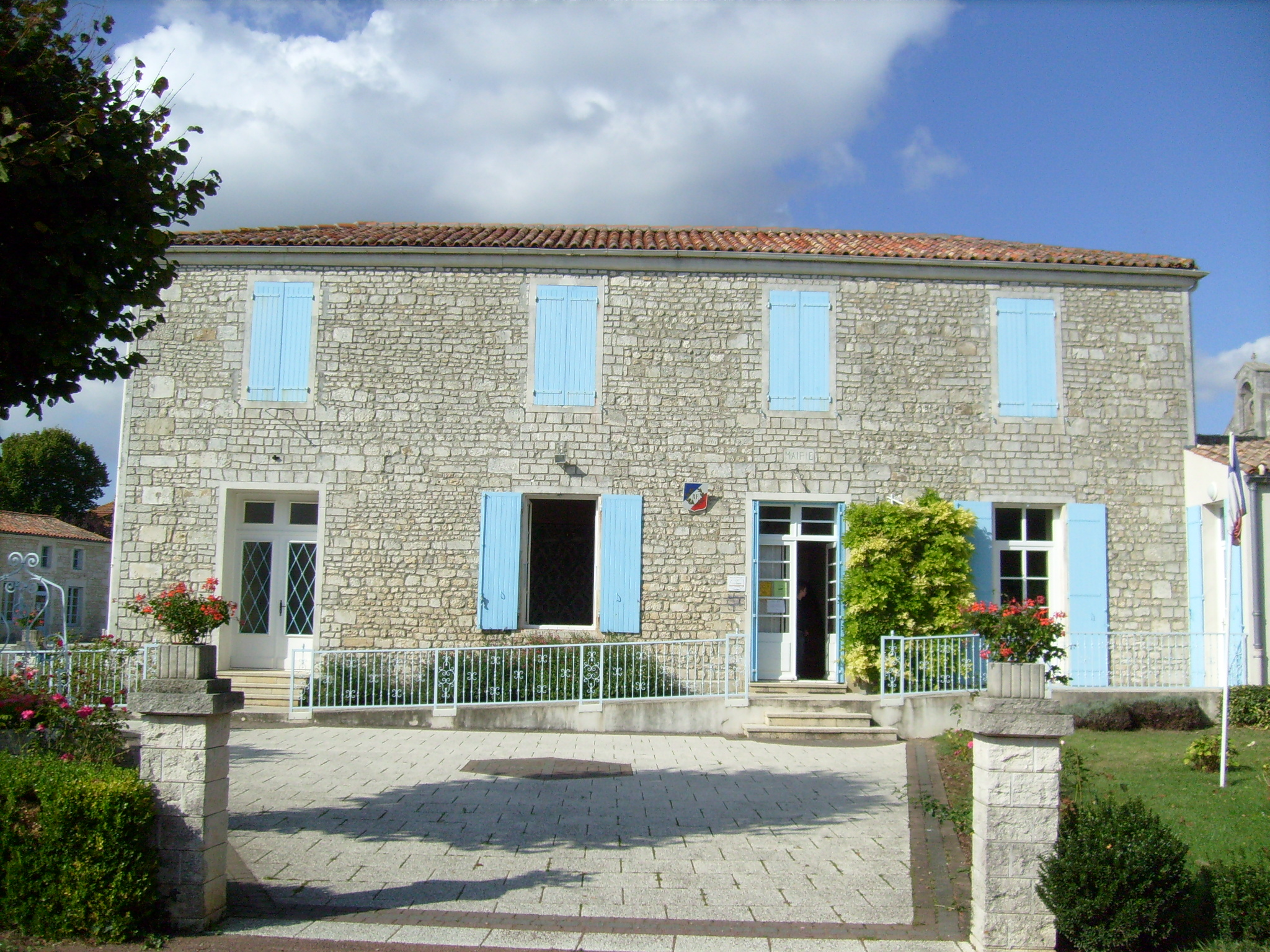
Bürgermeisteramt (Mairie)

Sainte-Gemme liegt in einer Höhe von etwa 35 Metern ü. d. M. in der historischen Kulturlandschaft der Saintonge etwa 25 Kilometer (Fahrtstrecke) westlich von Saintes bzw. 25 Kilometer südöstlich von Rochefort.

## Geschichte
Abgesehen von der Tatsache, dass die Kirche im Mittelalter ein Priorat der Abtei von La Chaise-Dieu war, dem wiederum andere Priorate in der Umgebung (z. B. Meursac) untergeordnet waren, liegen zur Geschichte des Ortes keine weiteren Informationen vor.

## Bevölkerungsentwicklung
| Jahr      | 1962 | 1968 | 1975 | 1982 | 1990 | 1999 | 2006 | 2016 |
| Einwohner | 917  | 811  | 755  | 779  | 869  | 899  | 1191 | 1307 |

Im 19. Jahrhundert hatte der Ort stets zwischen 1000 und 1250 Einwohner. Die Reblauskrise und die Mechanisierung der Landwirtschaft führten zu einem Bevölkerungsrückgang, der in den letzten Jahrzehnten wegen der Nähe zu den Großstädten Saintes und Rochefort und den vergleichsweise niedrigen Mieten und Grundstückspreisen in Sainte-Gemme gestoppt werden konnte.

## Wirtschaft
Über Jahrhunderte spielte die Landwirtschaft zum Zweck der Selbstversorgung der Bevölkerung die größte Rolle im Wirtschaftsleben der Gemeinde. Doch wurde in Gegend schon seit der Römerzeit auch Wein angebaut, der seit der frühen Neuzeit destilliert und nach Nordeuropa (v. a. nach England) exportiert wurde. Sainte-Gemme gehört zu den Bois ordinaires et communs des Weinbaugebietes Cognac, doch werden die meisten Trauben zu Wein und Pineau des Charentes verarbeitet.

## Sehenswürdigkeiten

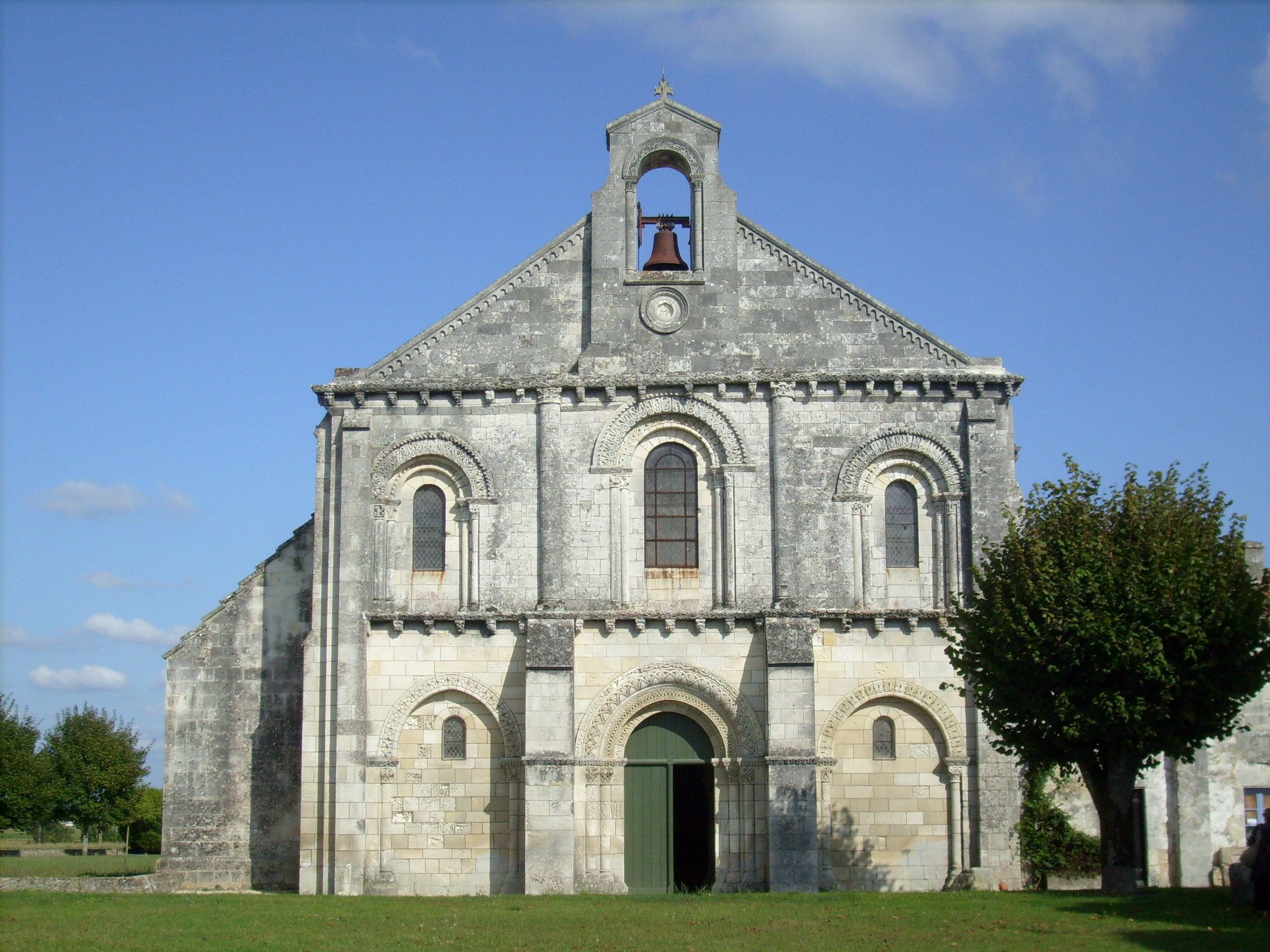
Ehemalige Prioratskirche Sainte-Gemme

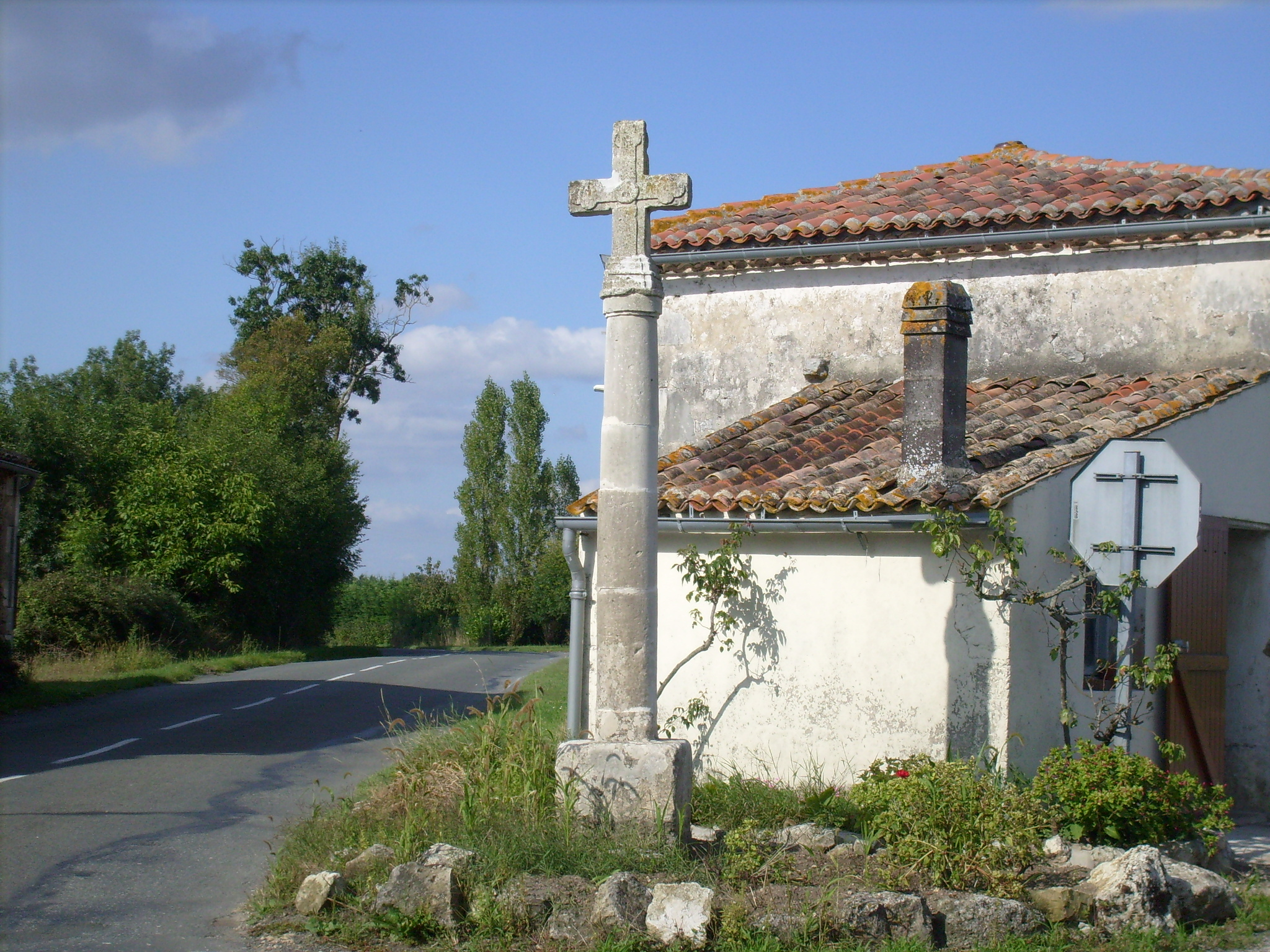
Kalvarienkreuz

- Die ehemalige romanische Prioratskirche ist heute die Pfarrkirche des Ortes; sie entstammt dem ausgehenden 11. und beginnenden 12. Jahrhundert, verlor jedoch entweder im Hundertjährigen Krieg (1377–1453) oder in der Zeit der Hugenottenkriege (1562–1598) ihr Querhaus und den gesamten Chorbereich; lediglich das Langhaus mitsamt der Westfassade blieben erhalten, musste allerdings im 15. oder 16. Jahrhundert durch seitliche Strebepfeiler bzw. Strebebögen stabilisiert werden. In den Revolutionsjahren wurde der gesamte Baukomplex des ehemaligen Priorats als Nationalgut (Bien nacional) an einen Abbruchunternehmer verkauft, der beinahe die gesamten Wirtschaftsgebäude sowie den Klausurbereich abreißen ließ. Die Westfassade zeigt in der Erdgeschossebene ein Archivoltenportal, welches seitlich von zwei breiten und gleich hohen Blendbögen gerahmt wird, wodurch annähernd ein Triumphbogenschema entsteht; den Abschluss der unteren Ebene bildet ein figürlich gestalteter Konsolenfries. In der mittleren Ebene wiederholt sich das Schema, wobei alle drei Bögen Rundbogenfenster beinhalten; ein weiterer Konsolenfries schließt auch diese Ebene nach oben hin ab. Das Giebelfeld ist – bis auf einen Rundbogenfries – vollkommen schmucklos; der einfache Glockengiebel scheint eine Zutat der Barockzeit zu sein. Das Portal öffnet sich in eine rippengewölbte Vorhalle (Narthex), über der sich im Innen eine Empore befindet. Ein weiteres Portal, das jahrhundertelang vor Witterungseinflüssen geschützt war, und deshalb außergewöhnlich gut erhalten ist, zeigt Blüten-, Ranken- und Blattmotive; die seitlichen Kapitelle sind ebenfalls mit vegetabilischen Motiven sowie mit Flechtbändern geschmückt. Das Innere der Kirche ist dreischiffig und von Spitztonnen gewölbt. Der Kirchenbau wurde bereits im Jahre 1862 als Monument historique[1] klassifiziert.
- Am Ortsrand steht ein Kalvarienkreuz, das aufgrund des fehlenden Kruzifixus auch als Hosianna-Kreuz angesehen werden kann.